# Sujin
Imperador Sujin (崇神天皇, Sujin-tennō) foi o 10º Imperador do Japão, na lista tradicional de sucessão.
Antes da sua ascensão ao trono, seu nome era Mimaki Irihiko Isatsi no Mikoto. 

## Narrativa lendária
De acordo com o  Kojiki e o Nihonshoki, Sujin era o segundo filho do Imperador Kaika  com Ikagashikome no Mikoto.
Subiu ao trono, em 97 a.C.. No terceiro ano de seu reinado, transferiu a capital para Shiki (矶城), nomeando-o Palácio Midzugaki ou Mizugaki no Miya, nas imediações de Kanaya, Sakurai, Nara. O Kujiki registra ainda  que Sujin nomeou 137 governadores para as províncias governadas por ele.
Uma peste atingiu o reino no quinto ano de seu governo, e metade da população morreu. No sexto ano, os camponeses abandonaram os campos e ocorreu uma rebelião generalizada.
Até esse momento, tanto a deusa do sol Amaterasu como o deus Yamato-Okunitama eram consagrados na residência imperial. E conta-se que o imperador já estava aborrecido como excesso de reverencia necessária por ter que conviver com essas duas divindades poderosas, e por isso criou santuários separados para abrigá-los. Amaterasu foi transferida para a aldeia Kasanui na Província de Yamato (atual Nara), e lhe foi construída um altar de de pedra sólida como Himorogui colocando sua filha, a princesa Toyo-suki-iri-bime no comando do Santuário. Já Yamato-Okunitama foi confiada a sua outra filha Nunaki-iri-bime, mas o cabelo dela caiu e tornou-se magro para que ela não pudesse realizar suas funções.
No 7º ano de seu governo, o imperador decidiu que deveria consultar os deuses, e por isso ele fez uma viagem para a planície de Kami-Asaji ou Kamu-Asaji-ga-hara. Yamato-to-to-oi-momoso-hime (倭迹迹日百袭姫命, , filha de 7º Imperador Korei), agindo como sibila foi possuída por um deus, que se identificou como Ōmononushi (大物主) e disse que a terra seria pacificada se ele fosse venerado. O imperador obedeceu, mas não houve mudança imediata. Posteriormente ao imperador foi dada a orientação através de um sonho de procurar um certo Ōtataneko (太田田根子) e nomeá-lo Chefe dos sacerdotes. Depois disso, a peste diminuiu, a terra se acalmou, e os cinco cereais amadureceram.  O Ramo Miwa do Clã Kamo descende de Ōtataneko. 
O imperador nomeou Ikagashikoo (伊香色雄), antepassado do Clã Mononobe e irmão mais velho da imperatriz como kami-no-mono-akatsu-hito ( 神班物者 ), ou seja, aquele que encaminha as oferendas aos deuses. Outros deuses passaram a ser venerados como ditada por adivinhações, e oito escudos vermelhos e lanças foram oferecidos a Santuário Sumisaka, a leste, e oito escudos pretos e lanças foram oferecidas para Santuário Osaka no oeste.
No 10º ano de seu governo, Sujin enviou generais aos quatro cantos do império (Shido shogun), ordenando que destruíssem todos aqueles que não se submetessem as suas leis.
O General Ōhiko enviado para o norte, estava no cume do monte Wani, quando uma certa donzela se aproximou e lhe cantou uma música enigmática, e desapareceu. A tia do imperador, Yamato-to-to-oi-momoso-hime hábil clarividente interpretou que  Take-Hani-Yasu-hiko (um príncipe descendente do Imperador Kōgen) tramava uma insurreição junto com sua esposa Ata-bime. Assim que o imperador reuniu seus generais, o casal reuniu tropas na região oeste e estava pronto para atacar a capital. O imperador prevendo isso enviou um exército sob o comando de Isaseri-hiko no Mikoto, que esmagou as forças rebeldes.
O nome Sujin foi lhe dado postumamente e é característico do budismo chinês, o que sugere que o nome deve ter sido oficializado séculos após sua morte possivelmente no momento em que as lendas sobre as origens da Dinastia Yamato foram compiladas como as crônicas conhecidas hoje como o Kojiki.
O lugar de seu túmulo imperial (misasagi) é desconhecido. O Imperador Sujin é tradicionalmente venerado num memorial no santuário xintoísta de Tenri. A Agência da Casa Imperial designa este local como seu mausoléu que é chamado Yamanobe no Michi no Magari no oka no e no misasagi.
Sujin reinou de 97 a.C. a 30 a.C. ou seja 68 anos, morrendo com a idade de 120 anos.